# Стрелихинское сельское поселение
Стрели́хинское се́льское поселе́ние — муниципальное образование в составе Кесовогорского района Тверской области. На территории поселения находятся 34 населенных пункта. Центр поселения — деревня Стрелиха.

## Географические данные
- Общая площадь: 181,4 км²
- Нахождение: юго-западная часть Кесовогорского района
  - Граничит:
    - на севере — с Лисковским СП и Кесовским СП
    - на востоке — с Елисеевским СП
    - на юге — с Кашинским районом, Уницкое СП и Славковское СП
    - на западе — с Бежецким районом, Житищенское СП и Сукроменское СП.

Главные реки — Дрезна (по западной границе), Бережайка, Яхрома (по южной границе).
Озеро Скорбеж.

## История
Образовано в 2005 году, включило в себя территорию Борисовского и часть Стрелихинского сельских округов.

## Население
| 2005 | 2010 | 2011 | 2012 | 2013 | 2014 | 2015 |
| ---- | ---- | ---- | ---- | ---- | ---- | ---- |
| 998  | ↘768 | ↗773 | ↗794 | ↘782 | ↘758 | ↘753 |
| 2016 | 2017 | 2018 | 2019 | 2020 | 2021 |      |
| ↘734 | ↘706 | ↘699 | ↘684 | ↘680 | ↗689 |      |

На 2008 год — 974 человека.
Национальный состав: русские и тверские карелы.

## Населенные пункты
На территории поселения находятся следующие населённые пункты:
| №  | Тип нп | Название           | Население (2008 год) |
| -- | ------ | ------------------ | -------------------- |
| 1  | дер.   | Стрелиха           | 156                  |
| 2  | дер.   | Алафеево           | 1                    |
| 3  | село   | Бережай            | 3                    |
| 4  | дер.   | Бокарево           | 14                   |
| 5  | село   | Борисовское        | 68                   |
| 6  | дер.   | Борисовские Хутора | 19                   |
| 7  | дер.   | Власьево           | 4                    |
| 8  | село   | Высокое            | 59                   |
| 9  | дер.   | Гришкино           | 0                    |
| 10 | дер.   | Заручье            | 0                    |
| 11 | дер.   | Игнашево           | 15                   |
| 12 | дер.   | Малино             | 13                   |
| 13 | дер.   | Мартыниха          | 1                    |
| 14 | дер.   | Медведное          | 5                    |
| 15 | дер.   | Подолицы           | 4                    |
| 16 | дер.   | Степандино         | 14                   |
| 17 | дер.   | Сутоки             | 3                    |
| 18 | дер.   | Федорищи           | 0                    |
| 19 | дер.   | Бобровка           | 52                   |
| 20 | дер.   | Деревенька         | 46                   |
| 21 | дер.   | Ежиха              | 1                    |
| 22 | дер.   | Зиновка            | 1                    |
| 23 | дер.   | Коськово           | 81                   |
| 24 | дер.   | Лукьяново          | 13                   |
| 25 | дер.   | Марьино            | 43                   |
| 26 | село   | Матвеевское        | 89                   |
| 27 | село   | Никольское         | 160                  |
| 28 | дер.   | Ново-Борисково     | 9                    |
| 29 | дер.   | Ново-Введенское    | 46                   |
| 30 | дер.   | Погорелка          | 5                    |
| 31 | дер.   | Рябиновка          | 23                   |
| 32 | дер.   | Старо-Борисково    | 13                   |
| 33 | дер.   | Якшино             | 13                   |
| 34 | дер.   | Анофрики           | 0                    |

## История
В XII—XIV вв. территория поселения относилась к Бежецкому Верху Новгородской земли на границе с Тверским княжеством. В XIV веке присоединена к Великому княжеству Московскому и стала относится к Кочемскому стану Бежецкго Верха.

С образованием губерний территория поселения входит Углицкую провинцию Санкт-Петербургской, затем (с 1727 года) в Московской губернии. С образованием в 1796 году Тверской губернии территория поселения была разделена между Кашинским(восточная часть) и Бежецким (западная часть) уездами. В 1927 году Кашинский уезд был упразднен и территория поселения полностью вошла в Бежецкий уезд.

В 1929 году Тверская губерния ликвидирована и территория поселения вошла во вновь образованный Кесовский (Кесовогорский) район Московской области. С 1935 по 1990 год территория поселения относится к Кесовогорскому району Калининской области (кроме 1962—1965 годов, когда территория входила в Кашинский район). С 1990 — в Тверской области, Кесовогорский район

## Известные люди
В селе Нововведенском родился Герой Советского Союза Дмитрий Петрович Абаляев.
В селе Нововведенском, ранее село Новое, жил Текутьев, Тимофей Петрович автор наставления «Инструкция по которой в домашних и деревенских порядках исполнять неотменно следующее», составленного в 1754—1757 гг. в Санкт-Петербурге. Рукопись хранится в библиотеке Московского университета. В своей инструкции Текутьев до мельчайших подробностей описал все надобности деревенской жизни — от сроков и глубины вспашки до рецептов настоек и солений. Там же содержалось описание интерьера барского дома и домовых работ — какими они должны быть у хорошего хозяина.